# Philippe Christyn de Ribaucourt
Philippe Alexandre Joseph Ghislain Christyn de Ribaucourt (Brussel, 18 juni 1748 - 11 juni 1823) was een Zuid-Nederlands edelman.

## Levensloop
De familie Christyn behoorde al sinds minstens 1671 tot de erkende adel, in de persoon van Jean-Baptiste Christyn, kanselier van Brabant. De heerlijkheid Meerbeek werd voor hem tot baronie verheven. Vanaf 1759 tooide zich, in een volgende generatie, Libert-François Christyn, met de titels graaf van Ribaucourt (Raimbeaucourt), burggraaf van Tervuren en baron van Meerbeek. Marguerite d'Aubermont, grootmoeder van Libert-François Christyn, was een dochter van Antoine d'Aubermont, seigneur de Raimbeaucourt (1657 overl.).
Philippe Christyn de Ribaucourt was een zoon van deze Libert-François en van Marie-Thérèse de Vilsteren. Hij noemde zichzelf onder het ancien régime graaf van Raimbeaucourt, burggraaf van Tervuren en Duisburg, heer van Grimbergen.
Hij was tweeënveertig toen hij in 1790 trouwde met Antoinette de Quarré (1762-1836). Tijdens de eerste revolutiejaren emigreerde het gezin naar Duitsland, zodat hun zoon Prosper Christyn de Ribaucourt (1796-1882), die senator en burgemeester van Laarne werd, in Hildesheim werd geboren. Een kleinzoon was Adolphe Christyn de Ribaucourt (1837-1911), die eveneens senator werd.
In 1816 verkreeg Philippe de Ribaucourt erkenning in de erfelijke adel met de titel van burggraaf (in 1820 gerectificeerd in graaf), overdraagbaar bij eerstgeboorte, en met benoeming in de Ridderschap van de provincie Zuid-Brabant. Het is niet waarschijnlijk dat hij, zowel onder het Franse keizerrijk als onder het Verenigd Koninkrijk der Nederlanden, een publieke rol vervulde.
Onder de nakomelingen van Adolphe de Ribaucourt treft men onder meer aan: priesters, leden van de Orde van het Gulden Vlies, van de Orde van Malta, van de Orde van het Heilig Graf en van de Hospitaliteit van brankardiers voor de bedevaarten naar Lourdes.
Prosper de Ribaucourt kocht in 1833 het kasteel van Perk. Sindsdien was dit tot in de eenentwintigste eeuw het voornaamste ankerpunt voor de familie. Heel wat Ribaucourts werden er geboren of stierven er. Een drietal onder hen was burgemeester van de gemeente.
In 2007 overleed als laatste bewoner Ribaucourt de ongehuwde graaf Daniël de Ribaucourt. Het kasteel werd overgenomen en wordt bewoond door graaf Paul de Lannoy en zijn gezin.